# Guldtandsaloe
Guldtandsaloe, Aloe perfoliata är en grästrädsväxt från Sydafrika som beskrevs av Carl von Linné. Guldtandsaloe ingår i släktet Aloe och familjen grästrädsväxter. Inga underarter finns listade i Catalogue of Life.